# Isola di San Clemente

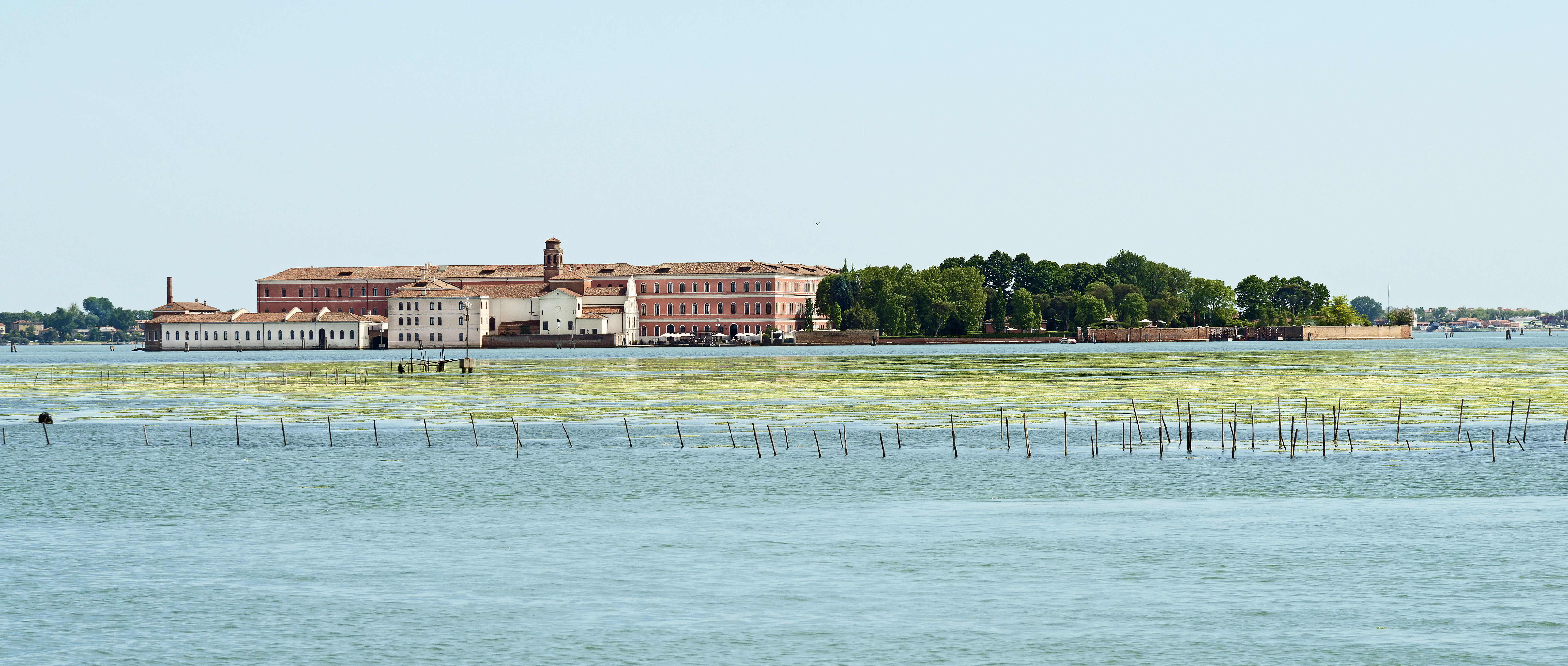
Isola di San Clemente

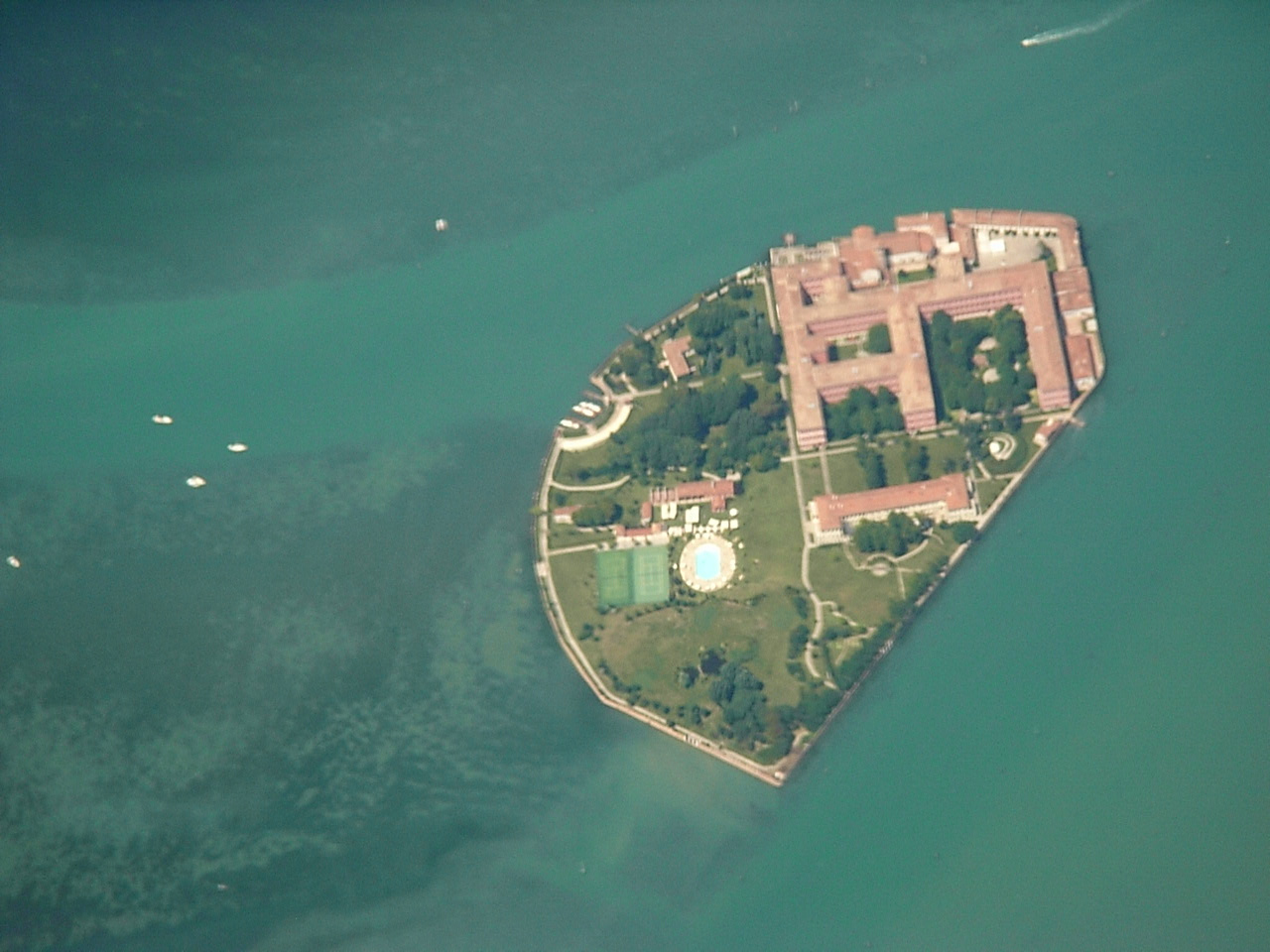

Isola di San Clemente är en liten ö, 0,17 km², som ligger i Venediglagunen. Den ligger nära söder om huvudön och är en av tre småöar som ligger söder om huvudön. De andra två är San Lazzaro degli Armeni(en) och San Servolo. På ön ligger Chiesa di San Clemente.